# Communauté urbaine de Copenhague

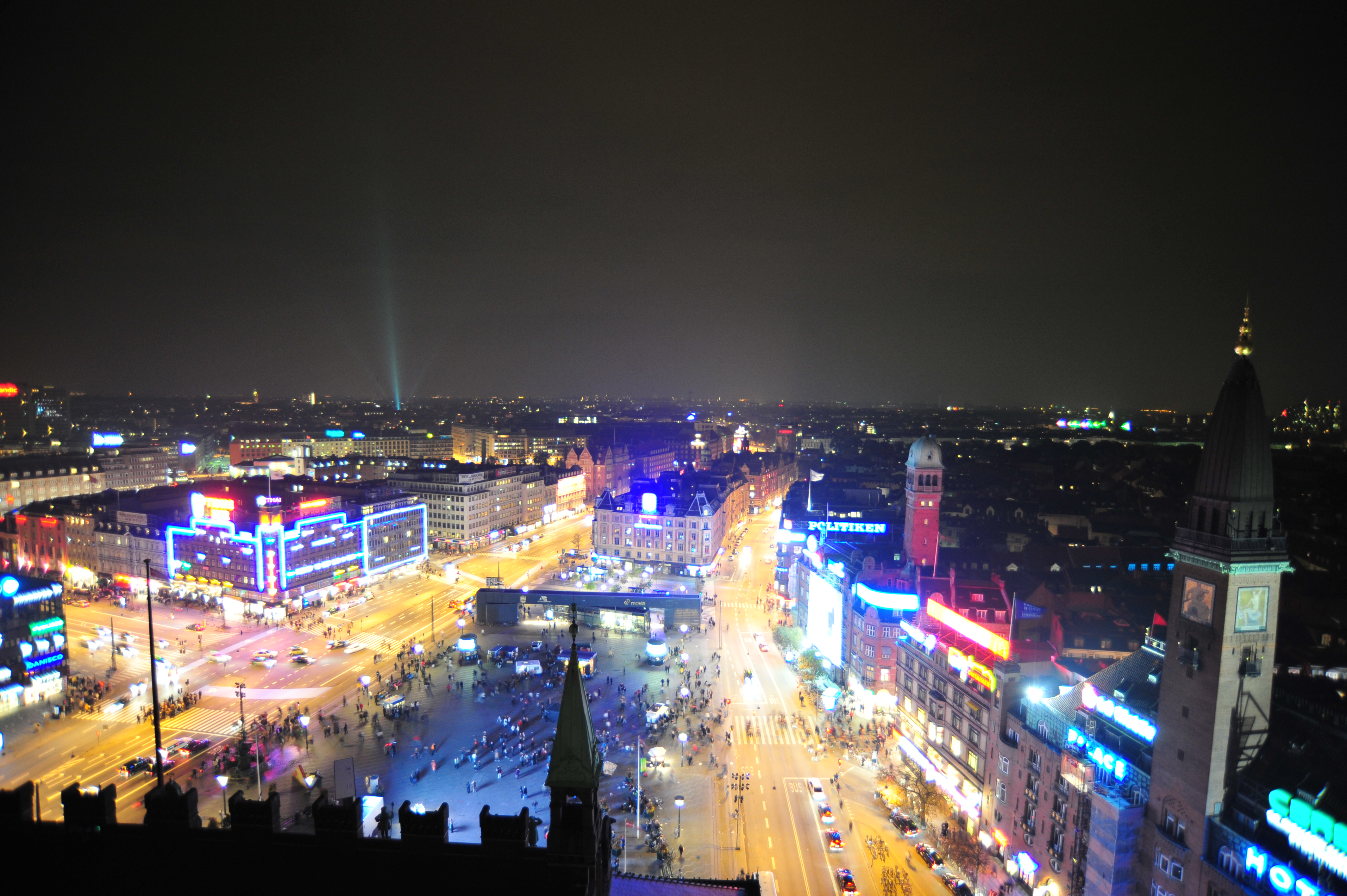
Copenhague vue de nuit

La communauté urbaine de Copenhague également dénommée Grand Copenhague (en danois : Storkøbenhavn ou Hovedstadsområdet)  est une aire métropolitaine qui regroupe 18 communes de l'agglomération de Copenhague au Danemark.

## Description
La communauté urbaine de Copenhague résulte du plan Finger élaboré en 1947 et qui fut conçu pour prévoir les développements futurs de l'agglomération de Copenhague. La communauté urbaine de Copenhague s'étend sur 615.7 km2 et regroupe 18 communes. Au recensement de la population en date du 1er janvier 2014, la communauté comptait 1 246 611 habitants.
La communauté urbaine de Copenhague constitue avec celle de Malmö en Suède, l'aire métropolitaine de Copenhague-Malmö.

## Communes membres
- Copenhague - 550.887 hab. ;  74,4 km2
- Frederiksberg - 100.854 hab ; 8,1 km2
- Albertslund - 27.866 ; 23,2 km2
- Ballerup - 48.201 ; 34,09 km2
- Brøndby - 34.242 ; 23,05 km2
- Gentofte - 72.366 ; 25,54 km2
- Gladsaxe - 65.794 ; 25 km2
- Glostrup - 21.468 ; 13,31 km2
- Greve Strand  - 48.125 ; 60,18 km2
- Herlev - 26.634 ; 12,04 km2
- Hvidovre - 50.430 ; 21,91 km2
- Ishøj - 20.986 ; 25,94 km2
- Lyngby-Taarbæk - 53.264 ; 38,88 km2
- Rødovre - 36.809 ; 12,12 km2
- Søllerød (présent Rudersdal) - 55.077 ; 73,8 km2
- Tårnby - 41.282 ; 64,95 km2
- Vallensbæk - 14.849 ; 9,15 km2
- Værløse (présent Furesø) - 38.335 ; 55,68 km2

Les communes de Ishøj, Greve Strand, Ballerup, Rødovre et Furesø (Værløse) sont à la fois membres de la communauté urbaine de Copenhague et de la région de Zélande.